# Водьюв Нюквіст
Водьюв Нюквіст (норв. Vaadjuv Nyqvist, 5 жовтня 1902 — 1961) — норвезький яхтсмен.
Срібний призер Олімпійських Ігор 1936 року в класі 6 метрів.